# Compañía de Fuerzas Especiales 601
La Compañía de Fuerzas Especiales 601 es la unidad de élite del Ejército Argentino. Su misión es la de ejecutar misiones especiales en las que efectivos comunes y comandos se ven superados. Pertenece a la Agrupación de Fuerzas de Operaciones Especiales. Sus miembros están altamente capacitados en todo tipo de técnicas militares de operaciones especiales, sus miembros provienen de comandos del ejército que acceden al riguroso proceso de selección. Debido a su alto nivel de capacitación se convierte en una de las mejores unidades de élite de Latinoamérica.
Sus misiones varían, desde recolección de información dentro del dispositivo enemigo, con utilización de FRL fuerzas de resistencias locales en el país constituidas por personal civil altamente entrenado, contrainsurgencia, contraterrorismo, guerra asimétrica, rescate de rehenes y operaciones de sabotaje. Sus miembros están altamente capacitados en paracaidísmo, andinismo, buceo táctico, CQB, inteligencia, idiomas extranjeros, explosivos, rápel, técnicas HALO y HAHO y adiestramiento para operar en cualquier punto del planeta. 
Su armamento consiste en pistolas Glock 17 y Glock 19, ametralladoras como la M249, fusiles FAL, Steyr AUG, M4, Daniel Defense 556, Daniel Defense 762, FN 2000, SMG ByT suizos, CZs 762 Sniper, Remington 700 y M16. Los uniformes consisten en una amplia gama de camuflajes para cada situación, entre ellos MARPAT y ACU.
Fue creada en 2006, sobre la base de una sección de la Compañía de Comandos 601 creada previamente en 1996. Desde su creación forma parte de la Agrupación de Fuerzas de Operaciones Especiales.

La Compañía de Fuerzas Especiales 601, brindo instrucción de diferentes materias a los integrantes del Regimiento de Infantería Mecanizado 5.
Entre los días 5 y 9 de abril de 2021 en la Guarnición Ejército VILLAGUAY, la subunidad de Fuerzas Especiales, impartió instrucción a los cuadros y tropa del Regimiento de Infantería Mecanizado 5 y de la Policía de ENTRE RIOS. Las materias impartidas fueron: combate en localidades, técnica de pasaje de obstáculos, equipamiento y material especial, comunicaciones y primeros auxilios. También se desarrolló una jornada de tiro de combate, donde se practicó lanzamiento de granadas seguido de tiro, en el ingreso a cuartos.

## Implementos
| Nombre            | Imagen | Tipo                           | Notas           |
| ----------------- | ------ | ------------------------------ | --------------- |
| MeProLight21      | n/d    | Mira réflex                    | Mira del FamCA  |
| EOTECH EXPS2      | n/d    | Mira réflex                    | Mira del FAMA   |
| AN/PVS-7          |        | Instrumento de visión nocturna | n/d             |
| Casco PASGT       |        | Casco de combate               | n/d             |
| Casco MICH        |        | Casco de combate               | Versión TC 2000 |
| Chaleco antibalas |        | Chaleco antibalas              | RB4 Kevlar      |
| Máscara antigás   |        | Máscara antigás                | n/d             |

## Armas
| Nombre                | Imagen                     | Tipo                   | Notas                                                          |
| --------------------- | -------------------------- | ---------------------- | -------------------------------------------------------------- |
| Cuchillo Yarará       | n/d                        | Arma blanca            | Fabricación Nacional.                                          |
| Glock 17              |                            | Pistola                |                                                                |
| Glock 19              |                            | Pistola                |                                                                |
| M249                  |                            | Ametralladora ligera   | Versión OOW-249 modificadas por el requerimiento del ejército. |
| Brügger & Thomet APC9 |                            | Subfusil               | 263 unidades.                                                  |
| FamCA                 | Archivo:FANCA CARABINA.jpg | Carabina               |                                                                |
| Steyr Aug             |                            | Fusil de asalto        |                                                                |
| M4A1 DD               |                            | Carabina               | M4A1 modificadas por requerimiento del ejército.               |
| M16                   |                            | Fusil de asalto        |                                                                |
| DD5V4                 | N/D                        | Fusil de francotirador |                                                                |

## Aviones
| Nombre                               | Imagen | Tipo                               | Notas                      |
| ------------------------------------ | ------ | ---------------------------------- | -------------------------- |
| de Havilland Canada DHC-6 Twin Otter |        | Avion de Transporte                | Utilizados como transporte |
| CASA C-212 Aviocar                   |        | Avion de Transporte y Paracaidismo | Transporte y paracaidismo  |